# 북 오브 레버레이션
《북 오브 레버레이션》(영어: The Book of Revelation)은 오스트레일리아에서 제작된 애나 코키노스 감독의 2006년 예술 영화이다. 톰 롱 등이 출연하였고, 앨 클라크 등이 제작에 참여하였다.

## 줄거리
고전 발레 무용수 대니얼은 어느 날 골목에서 후드를 뒤집어쓴 세 여성에게 약물을 주입당하고 납치되어 2주간 성폭행을 당한 뒤 집 근처에 버려진다.
충격을 받은 대니얼은 더 이상 춤을 추지 못하고 일상 생활에도 적응하지 못한다. 동거하던 애인은 부정을 의심하고 그를 떠난다. 대니얼은 범인들을 찾기 위해 자신을 납치했던 여성들과 닮아있는 인근 지역 여성들을 전부 만나기 시작한다.

## 출연
- 톰 롱 - 대니얼 역
- 그레타 스카키 - 이저벨 역
- 콜린 프릴스 - 올슨 역
- 애나 토브 - 브리짓 / 후드를 뒤집어쓴 여성들의 리더 역
- 데버라 메일먼 - 줄리 역
- 너딘 가너 - 마고 역

## 기타 제작진
- 라인 제작: 바버라 기브스
- 배역: 크리스틴 킹
- 의상: 애나 보게이지

## 같이 보기
- 예술 영화